# Belchamp Walter
 (avril 2023).
Pour les articles homonymes, voir Belchamp et Walter.
Belchamp Walter est un village et une paroisse civile de l'Essex, en Angleterre.